# 池田政昭
池田 政昭（いけだ まさあき）は、江戸時代後期の備前岡山藩の家老。天城池田家第10代当主。別名・池田出羽。

## 生涯
文政6年（1824年）12月14日、天城池田家第9代池田政徳（まさよし）の長男として生まれる。母は先々代当主池田政孝の娘輝子。
弘化2年（1845年）、父政徳の死去により天城領3万石を相続。
安政2年（1855年）幕府からの預かり地であった安房北条陣屋に勤務し海防の任にあたった。文政4年（1857年）8月仕置家老となる。元治元年（1864年）11月、幕府より長州征討の命が下り、兵を引きいて出陣する。12月、征長総督徳川慶勝に藩主池田茂政の長州処分案の意見書を提出した。
慶応元年（1865年）没。家督は子の政和が相続した。

## 家族・親族

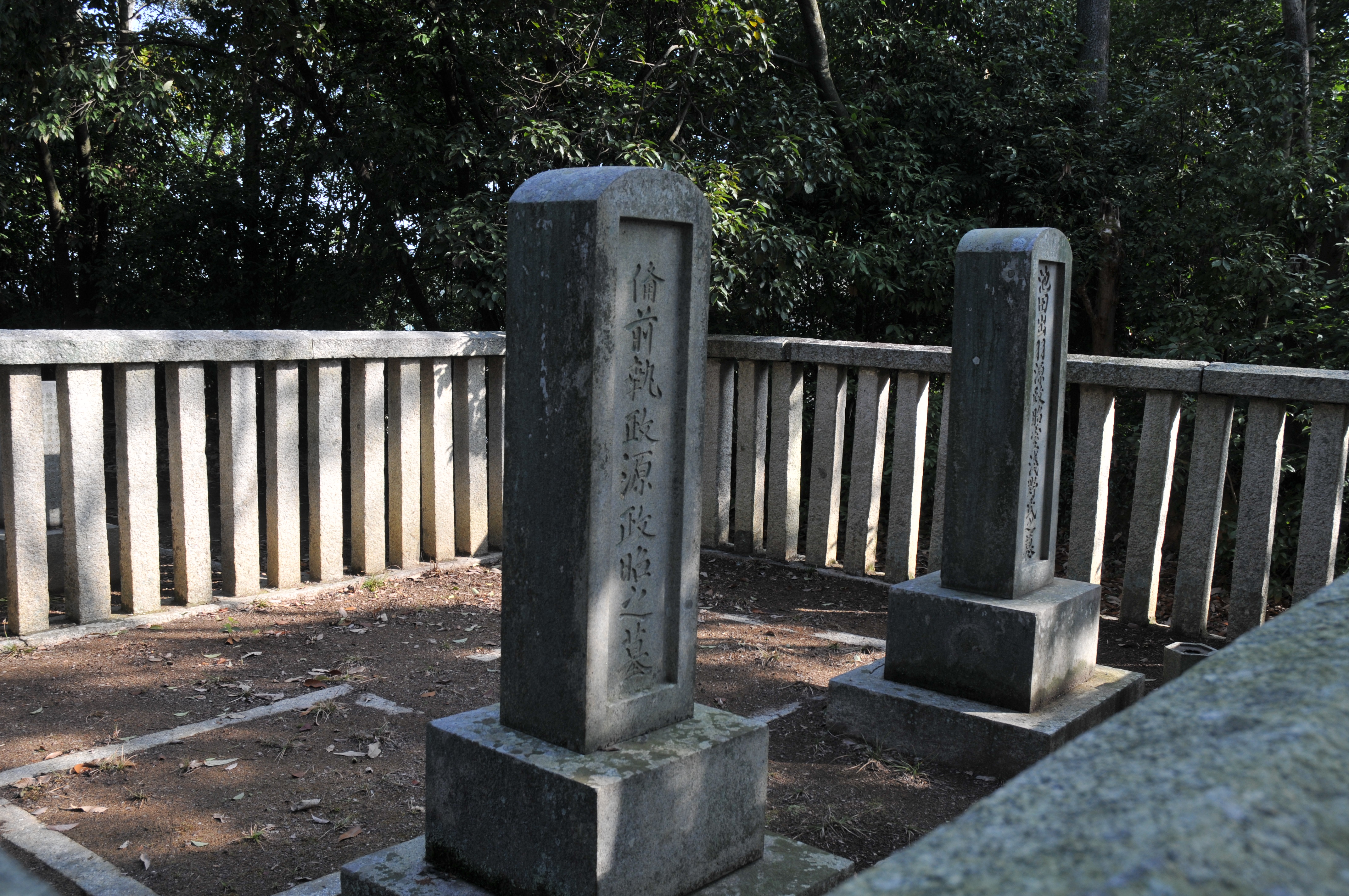
池田政昭夫妻の墓

父の池田政徳は生坂池田家出身で、天城池田家第8代当主池田政孝の娘輝子を娶って婿養子となった。弟の日置忠尚は岡山藩家老日置忠弼の養子となった。
妻の輝は広島藩家老浅野忠敬の二女で、池田政徳の養女。
『平成新修旧華族家系大成』は2男1女を記す。長女の万亀子は岡山藩家老土倉正彦の妻。男子は嫡男池田政和と、日置忠尚の養子となった日置健太郎（忠信）。